# Barber (Familienname)
Barber (engl. für „Barbier“) ist ein ursprünglich berufsbezogener englischer Familienname.

## Namensträger

### A
- Aleesha Barber (* 1987), Leichtathletin aus Trinidad und Tobago
- Alf Barber (1902–1967), britischer Boxer
- Amos W. Barber (1861–1915), US-amerikanischer Politiker (Wyoming)
- Andrea Barber (* 1976), US-amerikanische Schauspielerin
- Anthony Barber, Baron Barber (1920–2005), britischer Politiker

### B
- Benjamin R. Barber (1939–2017), US-amerikanischer Politikwissenschaftler
- Bernard Barber (1918–2006), US-amerikanischer Soziologe und Wissenschaftsforscher
- Bill Barber (* 1952), kanadischer Eishockeyspieler
- Billy Barber († 2004), australischer Boxer
- Brendan Barber (* 1951), britischer Gewerkschaftsfunktionär

### C
- Celeste Barber (* 1982), australische Komikerin, Schauspielerin und Autorin
- Chris Barber (1930–2021), britischer Posaunist und Bandleader
- Clarence Lyle Barber (* 1917), kanadischer Ökonom
- Colin Muir Barber (1897–1964), britischer Offizier

### D
- Daniel Barber (* 1965), britischer Filmregisseur
- Danny Barber (Musiker) (Daniel Peter Barber; 1953–2019), US-amerikanischer Jazzmusiker
- Danny Barber (Mörder) (1955–1999), US-amerikanischer Serienmörder
- Darren Barber (* 1968), kanadischer Ruderer
- David Barber (Tontechniker), US-amerikanischer Tontechniker
- David Barber (Komponist), australischer Komponist
- Derek Barber, Baron Barber of Tewkesbury (1918–2017), britischer Politiker und Agrarwissenschaftler
- Dick Barber (1910–1983), US-amerikanischer Weitspringer
- Don Barber (* 1964), kanadischer Eishockeyspieler
- Dulan Barber (1940–1988), englischer Schriftsteller

### E
- Emil Barber (1857–1917), deutscher Dichter, Pädagoge und Botaniker
- Emily Barber, britische Schauspielerin
- Eunice Barber (* 1974), französische Leichtathletin

### F
- F. Elliott Barber (1912–1992), US-amerikanischer Jurist und Politiker
- Frances Barber (* 1958), britische Schauspielerin

### G
- Gary Barber (* 1957), US-amerikanischer Filmproduzent südafrikanischer Herkunft
- George Barber (1884–??), kanadischer Leichtathlet
- Glen Barber, britisch-US-amerikanischer Biologe
- Glenn Barber (1935–2008), US-amerikanischer Country-Musiker
- Glynis Barber (* 1955), britische Schauspielerin
- Graham Barber (* 1958), englischer Fußballschiedsrichter

### H
- Herbert Barber (Paläontologe) (1910–1980), österreichischer Paläontologe und Paläobiologe
- Herbert G. Barber (1870–1947), US-amerikanischer Jurist und Politiker
- Herbert Spencer Barber (1882–1950), US-amerikanischer Entomologe
- Hilia Barber (* 1944), guinea-bissauische Politikerin und Diplomatin
- Hiram Barber (1835–1924), US-amerikanischer Politiker

### I
- Ida Barber (1842–1931), deutsche Schriftstellerin
- Ines Barber (* 1957), deutsche Journalistin, Radiomoderatorin und Autorin
- Isaac Ambrose Barber (1852–1909), US-amerikanischer Politiker

### J
- J. Allen Barber (1809–1881), US-amerikanischer Politiker
- James Barber (Autor) (1923–2007), kanadischer Autor
- James Barber (Biochemiker) (1940–2020), britischer Biochemiker
- James Barber (Politiker) (1921–2001), US-amerikanischer Politiker
- Jill Barber (Schachspielerin), britische Schachspielerin und Chemikerin
- Jill Barber (Musikerin) (* 1980), kanadische Musikerin
- John Barber (Erfinder) (1734–1793), englischer Erfinder
- John Barber (Lord Mayor of London) († 1741), jacobitischer Drucker, Lord Mayor of London 1732
- John Barber (Basketballspieler) (* 1927), US-amerikanischer Basketballspieler
- John Barber (Rennfahrer) (1929–2015), britischer Rennfahrer
- John Barber (Eishockeyspieler) (* 1947), kanadischer Eishockeyspieler
- John Roaf Barber (1841–1917), kanadischer Industrieller und Politiker
- John William Barber (1920–2007), US-amerikanischer Tubaspieler
- Jonathan Barber (* 1989/90), US-amerikanischer Jazzmusiker

### K
- Karen Barber (* 1961), britische Eiskunstläuferin
- Karin Barber (* 1949), britische Anthropologin
- Karl Barber (1882–1957), deutscher Politiker (CDU)
- Kate Barber (* 1976), US-amerikanische Hockeyspielerin
- Kelsey-Lee Barber (* 1991), australische Speerwerferin

### L
- Laird Howard Barber (1848–1928), US-amerikanischer Politiker
- Lance Barber (* 1973), US-amerikanischer Schauspieler
- Leeonzer Barber (* 1966), US-amerikanischer Boxer
- Lesley Barber (* 1968), kanadische Komponistin
- Levi Barber (1777–1833), US-amerikanischer Politiker
- Lynn Barber (Journalistin) (* 1944), britische Journalistin und Schriftstellerin
- Lynn Barber (Maskenbildnerin), US-amerikanische Maskenbildnerin

### M
- Margaret E. Barber (1866–1930), britische Missionarin
- Marion Barber III (1983–2022), US-amerikanischer American-Football-Spieler
- Mary Barber (Dichterin) (um 1685–um 1755), irische Dichterin
- Mary Barber (Medizinerin) (1911–1965), britische Pathologin
- Mary Elizabeth Barber (1818–1899), britische Botanikerin und Entomologin
- Matt Barber (Leichtathlet) (Matthew William Barber; * 1956), australischer Kugelstoßer
- Matt Barber (Filmeditor), Filmeditor, Regisseur, Produzent und Drehbuchautor
- Matt Barber (Schauspieler) (* 1983), britischer Schauspieler
- Matthew Barber (* 1977), kanadischer Singer-Songwriter
- Me’Lisa Barber (* 1980), US-amerikanische Leichtathletin
- Michael Barber (* 1954), US-amerikanischer Geistlicher, Bischof von Oakland
- Mikele Barber (* 1980), US-amerikanische Leichtathletin
- Miller Barber († 2013), US-amerikanischer Golfer

### N
- Nele Barber (* 1994), deutsche Volleyballspielerin
- Nicola Barber (* 1962), Autorin
- Nigel Barber (Biopsychologe) (* 1955), irisch-US-amerikanischer Biopsychologe und Autor
- Nigel Barber (Schauspieler), US-amerikanischer Schauspieler
- Noyes Barber (1781–1844), US-amerikanischer Politiker

### O
- Orion Metcalf Barber (1857–1930), US-amerikanischer Politiker und Richter

### P
- Patricia Barber (* 1955), US-amerikanische Jazzsängerin, Pianistin, Komponistin, Texterin und Bandleaderin
- Paul Barber (Bischof) (* 1935), britischer Geistlicher, Bischof von Brixworth
- Paul Barber (Schauspieler) (* 1951), britischer Schauspieler
- Paul Barber (Hockeyspieler) (* 1955), britischer Hockeyspieler
- Paul Barber (Schriftsteller), britischer Schriftsteller, Drehbuchautor und Produzent
- Paul Barber (Fußballmanager), britischer Fußballmanager
- Penny Barber (* 1985), US-amerikanische Pornodarstellerin

### R
- Rafael Barber Rodríguez (* 1980), spanischer Fußballspieler
- Rahsaan Barber (* 1980), US-amerikanischer Jazzmusiker
- Richard Barber (1910–1983), US-amerikanischer Weitspringer
- Ron Barber (* 1945), US-amerikanischer Politiker
- Ronde Barber (* 1975), US-amerikanischer American-Football-Spieler

### S
- Samuel Barber (1910–1981), US-amerikanischer Komponist
- Sara Barber (1941–2020), kanadische Schwimmerin
- Shawnacy Barber (1994–2024), kanadischer Stabhochspringer
- Shirley Barber (1935–2023), britisch-australische Kinderbuchautorin und -illustratorin
- Skip Barber (* 1936), US-amerikanischer Formel-1 Rennfahrer

### T
- Theodore Barber (1927–2005), amerikanischer Psychologe und Hypnoseforscher
- Tiki Barber (* 1975), US-amerikanischer American-Football-Spieler, Schriftsteller und Sportmoderator
- Tom Barber (* 1991), US-amerikanischer Metal-Sänger
- Tony Barber (1939–2004), australischer Boxer

### W
- William Henry Barber (1918–2004), britischer Romanist